# ويكاموس مصري

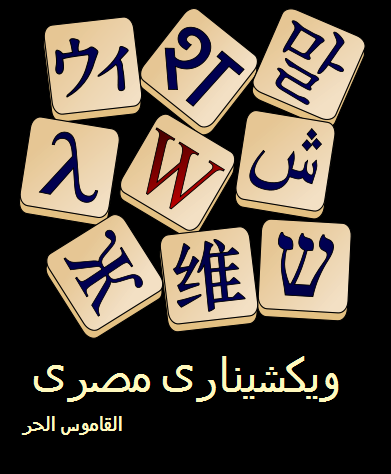
شعار ويكشيناري مصري

ويكشيناري مصري أو ويكاموس مصري هو قاموس حر مكتوب بالمصرية الحديثة (اللهجة المصرية) بطريقة تسهل لأي مستخدم مصرى قرأته.
ويكاموس مصري لا يقدم فقط تعريف للكلمة كأي قاموس تقليدي، بل يعطيك معلومات شاملة عن الأصل و طريقة النطق والمرادف والمضاد والترجمة للكلمة في كل موضع.
الويكاموس المصري هو مشروع من مشاريع ويكي مما يتيح لأي أحد أن يشارك فى كتابته وهو يهدف أن يكون قاموس مشترك لكل اللغات. ويكاموس موجود حاليًا فى ما يزيد عن 151 لغة.
على العكس القواميس التقليدية، ويكاموس يكتبه بعناية مجموعة من المستخدمين المتطوعين سواء محررين أو مراجعين.

## أنظر أيضًا
- ويكاموس
- ويكيبيديا المصرية

## وصلة خارجية
- صفحة ويكشينارى مصرى الرئيسيه